# Beisem
Beisem is een plaats in de Belgische provincie Vlaams-Brabant. Beisem vormt het westelijk deel van Veltem-Beisem, een deelgemeente van Herent. Het oostelijk deel van het dorp wordt gevormd door Veltem.

## Geschiedenis

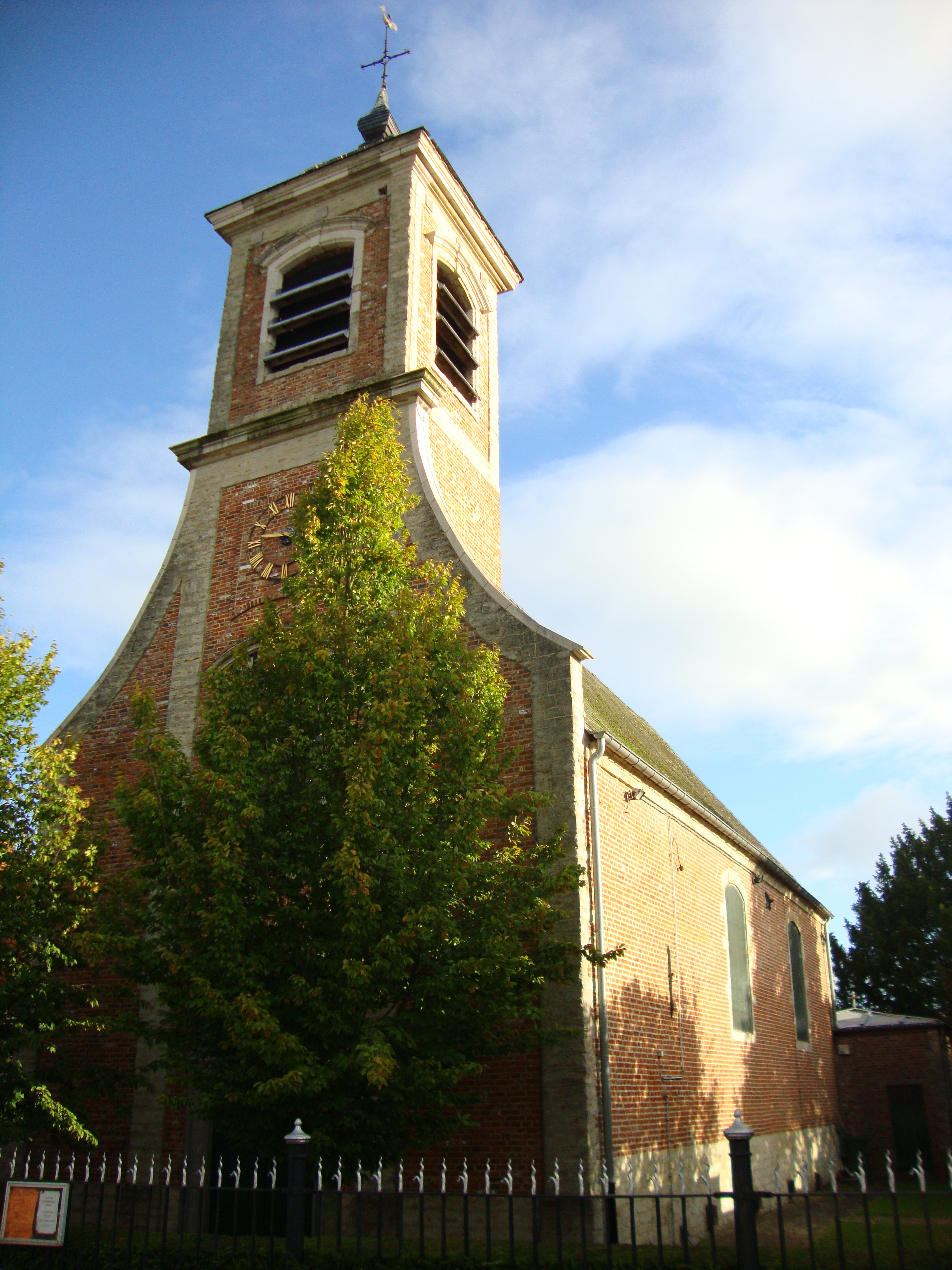
Sint-Michielskerk

Hoewel de dorpskernen van Beisem en Veltem minder dan een kilometer van elkaar liggen, kenden de plaatsen lang een afzonderlijke geschiedenis.
De naam Beisem betekent "het dorp op de berg" en verwijst naar de Bovenberg waar zich de eerste kerk bevond. De oudst bekende schrijfwijze dateert van het jaar 1117: Bergem. Latere schrijfwijzen zijn Berchsem en Beisem.
Beisem behoorde parochiaal tot het Bisdom Kamerijk. De Ferrariskaart uit de jaren 1770 toont het dorp als Beyssem, dat al naar Velthem toe gegroeid is. Ten zuiden liep de steenweg van Brussel naar Leuven.
Op het eind van het ancien régime werd onder Frans bewind Beisem een gemeente. In 1826 werd onder Nederlands bewind de gemeente opgeheven en met Veltem verenigd in de nieuwe gemeente Veltem-Beisem.
In de tweede helft van de negentiende eeuw werd ten zuiden van Beisem de spoorlijn Brussel-Leuven aangelegd, waarop een halte werd geopend in Beisem. 
Sinds 1 januari 1977 maakt het dorp deel uit van de fusiegemeente Herent. In 1979 werd de omgeving van de Sint-Michielskerk beschermd als dorpsgezicht.

## Bezienswaardigheden
- de Sint-Michielskerk
- de Heersemmolen, een watermolen op de Molenbeek

## Natuur en landschap
Beisem ligt aan de Molenbeek op een hoogte van ongeveer 30 meter.

## Verkeer en vervoer
Ten zuiden van Beisem loopt de N2, de steenweg van Brussel naar Leuven. Beisem ligt aan spoorlijn 36, de spoorlijn van Brussel naar Leuven. Op deze lijn lag het Station Beisem, totdat het in 1984 werd gesloten.

## Nabijgelegen kernen
Veltem, Kwerps, Meerbeek